# البان (بارسلونا)
البان (بارسلونا) (به اسپانیایی: Olvan) یک شهرستان در اسپانیا است که در بارسلون واقع شده‌است.

## خصوصیات
البان ۳۵٫۵۸ کیلومترمربع مساحت و ۹۰۵ نفر جمعیت دارد و ۵۵۳ متر بالاتر از سطح دریا واقع شده‌است.